# 야노 기쇼
야노 기쇼(일본어: 矢野 貴章, 1984년 4월 5일, 시즈오카현 하마마쓰시 ~ )는 일본의 축구 선수로, 포지션은 공격수이며, J리그 디비전 2의 도치기 SC 소속이다.

## 경력
주빌로 이와타, 하마나 고등학교에서 유스 선수 생활을 하고, 2003년 가시와 레이솔에서 프로 선수 생활을 시작하였다. 첫 시즌에 18경기에 출장하였으며, 다음 해에는 2경기 출장 (총 9분) 에 그쳤다. 2005년에는 19경기에 출장하였으며, 2006년 알비렉스 니가타로 이적하였다.
알비렉스 니가타 소속으로 처음 일본 대표팀에 발탁되었고, 감독 오카다 다케시에 의해 2010년 FIFA 월드컵 엔트리에도 포함되었다. 조별 리그 첫 경기 카메룬 전에서 경기 후반 오쿠보 요시토와 교체 출장하면서 월드컵 경기에 첫 출장하였으며, 이 대회에서 한 경기 출장에 그쳤다. 2010년 독일 분데스리가의 SC 프라이부르크로 이적하였다.
2001년 FIFA U-17 세계 축구 선수권 대회에서는 일본이 5-1 대패를 당한 프랑스 전에서 골을 넣었고, 2007년 페루 전에서 일본 축구 국가대표팀 데뷔전을 치렀다. 2007년 AFC 아시안컵에도 출전하였으며, 같은 해 9월 스위스의 히포 아레나 (Hypo-Arena)에서 열린 스위스와의 경기에서 국제 경기 첫 골을 넣었다. 그는 2010-11 SC 프라이부르크에서 부진하며 2011-12시즌 단 한경기도 출전하지 못하며 2012년 2월 친정팀 J리그 알비렉스 니가타로 이적했다

## 통계
| 일본 | 일본 | 일본 |
| 연도 | 출전 | 득점 |
| ---- | ---- | ---- |
| 2007 | 7    | 1    |
| 2008 | 5    | 0    |
| 2009 | 4    | 1    |
| 2010 | 3    | 0    |
| 통산 | 19   | 2    |